# Nichlaul
Nichlaul è una suddivisione dell'India, classificata come nagar panchayat, di 15.501 abitanti, situata nel distretto di Maharajganj, nello stato federato dell'Uttar Pradesh. In base al numero di abitanti la città rientra nella classe IV (da 10.000 a 19.999 persone).

## Geografia fisica
La città è situata a 27° 19' 0 N e 83° 43' 60 E e ha un'altitudine di 90 m s.l.m..

## Società

### Evoluzione demografica
Al censimento del 2001 la popolazione di Nichlaul assommava a 15.501 persone, delle quali 8.272 maschi e 7.229 femmine. I bambini di età inferiore o uguale ai sei anni assommavano a 2.742, dei quali 1.423 maschi e 1.319 femmine. Infine, coloro che erano in grado di saper almeno leggere e scrivere erano 8.688, dei quali 5.534 maschi e 3.154 femmine.